# Роджер Биго, 2-й граф Норфолк
Роджер Биго́ (англ. Roger Bigod, фр. Roger Bigot (1144/1150—1221) — англонормандский аристократ из рода Биго, 2-й граф Норфолк c 1177, сын графа Норфолка Гуго Биго и Юлианы де Вер.

## Биография
После смерти Хью в 1177 году за его наследство разгорелся спор между старшим сыном Роджером и вдовой Гундрадой де Бомон, мачехой Роджера. Этим воспользовался король Генрих II, который занял земли Гуго Биго и стал изымать в свою пользу треть судебных доходов Норфолка, которые причитались графу. Только после восшествия на престол Ричарда Львиное Сердце в 1189 году Роджер Биго получил обратно владения и титул своего отца. Ричард I подтвердил права Роджера, а также послал его послом во Францию в том же году. Роджер унаследовал должность королевского управляющего от своего отца. Он принимал участие в переговорах по освобождению Ричарда из германского плена, и после возвращения короля в Англию стал юстициаром.
В большую часть правления короля Иоанна граф участвовал в государственных делах. Однако Роджер был одним из лидеров баронов, поднявших восстание в 1215 году, которое вынудило короля подписать Великую хартию вольностей. Роджер и его сын и наследник Хью являются одним из двадцати пяти баронов, которым король должен был обеспечить соблюдение условий этого документа. Оба они были отлучены от церкви папой в декабре 1215. Отлучение было снято только в 1217 году, когда королём был уже малолетний Генрих III.
Роджер умер в 1221 году и его владения и титулы перешли к сыну Хью.

## Брак и дети
Жена: с конца 1181 года Ида де Тосни. Прежде она была любовницей короля Англии Генриха II, от которого она имела сына Уильяма, графа Солсбери. Благодаря найденному документу Уильяма было установлено происхождение Иды. По другой версии женой Роджера могла быть Изабелла, дочь Гамелина Плантагенета, 5-го графа Суррея. Дети:
- Хью Биго (около 1182—1255), 3-й граф Норфолк
- Уильям
- Джон
- Ральф
- Роджер
- Базилия
- Марджери; муж: Уильям II Гастингс (умер в 1226)[4]
- Ида
- (?) Алиса; муж: Обри де Вер IV (умер в 1214), 2-й граф Оксфорд

## Образ в искусстве
Роджер Биго и члены его семьи являются главными действующими лицами исторического романа современной британской писательницы Элизабет Чедвик «Ради милости короля» (англ. The Time of Singing) (опубликован на русском языке в 2014 г. в российском издательстве «Азбука»).